# 饒介
饒介（？年—1367年），是元朝書法家，卒於元順帝至正二十七年（1367年）。字介之，自號華蓋山樵，亦曰醉翁。江西省臨川（今撫州）人。
活動於元‧至正年間。元末自翰林應奉出僉江浙廉訪司事。張士誠居吳時，曾為淮南行省，參知政事。能詩工書，書法宗張旭、懷素，上追「二王」，飄逸奔放，圓轉暢 朗，秀媚多姿。明朝書家宋克出其門下。又李日華《六研齋筆記》評其書為「圓勁暢朗，神追大令（王獻之）」。書跡有《雜詩帖》、《琴珍帖》、《仿四家書》 等。有《右丞集》。
《中峰幻住像偈卷》，又名《贈僧幻住詩帖》。書於元至正二十五年（1365年），紙本墨跡，行草書。縱26.3釐米，橫109.1釐 米。臺北國立故宮博物院藏。《石渠寶笈三編》著錄。從這幅作品中，可窺見到饒介是極追慕王獻之書風的書家。在他的書法作品中，繼承了五代整齊、妍美、媚趣的書 風，又滲入了自己的感情色彩。融入懷素筆意，使其作品揮灑自如，又不失規矩。此詩帖行、草相雜，清勁圓利，氣脈酣暢。聞雜章草，頗添古氣；參差錯落，任性 恣意；構字內斂，行筆內縱，精聚又神遠，堪稱佳作。饒介書傳授給明初宋克，從此幅中已窺見宋克書先兆，用筆氣象，十分相類似。